# Mayapax
El mayapax es un tipo de música de la península de Yucatán, México, de Quintana Roo y en unos poblados en el Norte de Belice, interpretado por agrupaciones que conservan en diferente grado elementos mayas y españoles; adquiere caracteres particulares en el arreglo musical y en la función de la música dentro de las comunidades. 
El mayapax es la expresión del sentimiento del pueblo, que preserva sus tradiciones adaptándolas a la realidad nacional.
Los grupos de mayapax cuentan con una instrumentación que incluye violín, armónica (aerófono de lengüeta), tarola y bombo además de idiófonos de percusión como el caparazón de tortuga y el cencerro.
El mayapax se escucha en los días de celebración, cada son tiene un momento de presentación establecido por la tradición.